# Mylabris amori
Mylabris amori là một loài bọ cánh cứng trong họ Meloidae. Loài này được Graells miêu tả khoa học năm 1858.